# Nationaal Park Netsjkinski
Nationaal Park Netsjkinski (Russisch: Нечкинский национальный парк) is een nationaal park gelegen in de republiek Oedmoertië in het oosten van Europees Rusland. De oprichting tot nationaal park vond plaats op 16 oktober 1997 per besluit (№ 1323/1997) van de regering van de Russische Federatie. Nationaal Park Netsjkinski heeft een oppervlakte van 207,52 km². Ook werd er een bufferzone van 91,39 km² ingesteld.

## Kenmerken
Nationaal Park Netsjkinski ligt geografisch gezien in het stroomdal van de rivier Kama, de langste zijrivier van de machtige Wolga. Het landschap wordt dan ook sterk beïnvloedt door de aanwezigheid van de Kama. Zo zijn er biotopen aan te treffen als zoetwatermeren, moerassen, elzenmoerasbossen en gemengde bossen. Belangrijke bosvormende soorten zijn onder meer de Siberische spar (Picea obovata), Siberische zilverspar (Abies sibirica), winterlinde (Tilia cordata), grove den (Pinus sylvestris), zomereik (Quercus robur) en zwarte els (Alnus glutinosa).

## Flora en fauna
Nationaal Park Netsjkinski ligt op de overgang tussen de gematigde en boreale zone en wordt gekenmerkt door een hoge biodiversiteit. Er zijn in het nationaal park 745 soorten vaatplanten vastgesteld, waartussen vier soorten die op de Russische rode lijst van bedreigde soorten staan. Onder de 49 vastgestelde zoogdiersoorten bevinden zich de bruine beer (Ursus arctos), wolf (Canis lupus), wild zwijn (Sus scrofa), bever (Castor fiber), berkenmuis (Sicista betulina) en Siberische grondeekhoorn (Tamias sibiricus). Vissoorten die er voorkomen voorkomen in de Kama en de zoetwatermeren zijn onder meer de ziege (Pelecus cultratus), brasemblei (Ballerus ballerus), donaubrasem (Abramis sapa), taimen (Hucho taimen) en de sterlet (Acipenser ruthenus).